# Routage météorologique
 (mars 2024).
Si vous disposez d'ouvrages ou d'articles de référence ou si vous connaissez des sites web de qualité traitant du thème abordé ici, merci de compléter l'article en donnant les références utiles à sa vérifiabilité et en les liant à la section « Notes et références ».
Le routage météorologique est une procédure qui permet de trouver la route optimale pour un navire déterminé et pour un voyage déterminé en tenant compte des prévisions météorologiques, des courants et des conditions météorologiques spéciales. Ce domaine peut-être étendu au domaine aérien, en particulier aux aérostats. En effet, le navigateur marin ou aérien, qu'il soit amateur ou professionnel, doit tenir compte de la météo avant et pendant le voyage. Le routeur météo est la personne à terre chargée d'assurer ce service.

## Bases du routage
Les informations nécessaires au routage météorologique sont le vent, le brouillard, les vagues, la glace, mais aussi les informations sur les courants marins, sur la résistance du navire et enfin sur les courbes de prestation du navire. Il existe donc deux systèmes pour le routage, soit le routage est conseillé par un bureau spécialisé à terre (routeur météo), soit le routage est fait uniquement à bord, en se basant sur la connaissance de la météo du commandant et des officiers.
Le routeur met donc à disposition des marins les prévisions météorologiques et de l'état de la mer à courte et moyenne échéance, jusqu'à 5 jours, un calcul des pertes de vitesse probables selon l'état de la mer ainsi que des informations mises à jour en cours de traversée.

## Évolution et caractéristiques du routage météo
À l'époque de la navigation à voile, le routage avait une plus grande importance. Les publications nautiques permettaient aux voiliers de gagner du temps et en sécurité. À ce jour, les bureaux de routage à terre commencent à remplacer les publications nautiques que nous connaissons depuis le XIXe siècle. Les bureaux de routage actuels ont vu le jour dans les années 1950.
Le routage météo pour un voilier sera différent du routage météo d'un porte-conteneurs ou d'un pétrolier.
Dans le monde de la marine marchande, la route optimale sera déterminée par des éléments commerciaux :
- temps passé en mer minimalisé ;
- utiliser un minimum de carburant pour un certain voyage ;
- limiter au maximum les risques ;
- confort maximum pour les passagers et l'équipage ;
- un nombre suffisant de jours de beau temps pour pouvoir garantir l'entretien du navire ;
- garantir une vitesse minimale comme décrit dans la charte-partie.

Dans la pratique, le commandant a entre autres le rôle de déterminer la route optimale, mais il doit garder en tête les intérêts commerciaux de l'armateur. La route optimale dépend du navire même, de sa condition, de sa cargaison, de son équipement et de ses obligations contractuelles.
Le commandant, pour déterminer la route optimale, utilisera des publications nautiques mais ces dernières font état de moyennes du temps pour une période ce qui ne correspond pas toujours avec la réalité. C'est ici qu'interviennent les bureaux de routage. Le routage météo par bureaux possède des avantages et des inconvénients.
Les avantages seraient plus de sécurité, de minimiser le temps en mer et donc de diminuer la consommation. À une époque où le gain de temps est le souci le plus important, le routage par bureaux permet d'obtenir un planning effectif, c'est-à-dire de fixer le temps d'arrivée et de départ en port. Ceci intéresse tout particulièrement les porte-conteneurs, aux impératifs de temps extrêmement importants.
Le routage est devenu également un élément essentiel des courses de voile. Les skippers sont désormais quasi-systématiquement associés à un routeur à terre, dont la seule fonction est d'étudier la météo et les courants et proposer le parcours optimal pour gagner du temps et battre des records ou devancer les concurrents. Nettement moins connus que les navigateurs, les routeurs prennent une large place dans la victoire des compétiteurs et les nouveaux records. Les navigateurs et les sponsors s'arrachent les meilleurs spécialistes du routage pour les courses à la voile.